# Vijayachelys silvatica
Vijayachelys silvatica is een schildpad uit de familie Geoemydidae. De soort werd voor het eerst wetenschappelijk beschreven door John Robertson Henderson in silvatica. Oorspronkelijk werd de wetenschappelijke naam Geoemyda silvatica gebruikt.
De schildpad wordt in andere talen wel met geelkopaardschildpad of roodkopaardschildpad aangeduid. De soort behoorde eerder tot de geslachten Geoemyda en Heosemys. Het is tegenwoordig de enige soort in het monotypische geslacht Vijayachelys. Dit geslacht is vernoemd naar de Indiase herpetoloog Jaganath Vijaya.

## Uiterlijke kenmerken
De maximale schildlengte is ongeveer 13 centimeter, het rugschild heeft drie lage kielen waarvan de middelste, op het midden van de rug, het best te zien is. De schildkleur is oranjebruin tot zwart, het buikschild is geel tot oranje met donkere vlekken. De kop is bruin tot zwart met een rode snuitpunt, de voorzijde van de kop is geel, hieraan is de Nederlandse naam te danken. De ledematen en staart zijn lichtbruin, aan de voorzijde van de voorpoten zijn vergrote schubben aanwezig, de poten hebben geen zwemvliezen maar zijn goed ontwikkeld. Opmerkelijk is dat de vrouwtjes een beweegbaar buikschild krijgen op latere leeftijd, een gevolg van het verdwijnen van een deel van de verbinding tussen de schilddelen.

## Algemeen
Vijayachelys silvatica is een zeer zeldzame soort, er zijn minder dan 50 verzamelde exemplaren bekend en het is een van de 25 meest bedreigde soorten schildpadden ter wereld. De schildpad is endemisch in India, en komt voor in het zuidwesten van het land en is aangetroffen tot een hoogte van 300 meter boven zeeniveau. De habitat bestaat uit groenblijvende, schaduwrijke bossen, de schildpad kan ver van oppervlaktewater worden gevonden en leeft in ondergrondse holen, onder de bladeren in de strooisellaag of in rotsspleten. De soort is schemer- en nachtactief. De schildpad eet voornamelijk plantendelen als afgevallen fruit en kleine ongewervelden.